# Udo Zimmermann
Udo Zimmermann (Dresda, 6 ottobre 1943 – Dresda, 22 ottobre 2021) è stato un compositore, direttore d'orchestra e musicologo tedesco.

## Biografia
Zimmermann nacque a Dresda da una famiglia luterana. Cantò in un coro religioso infantile, diretto da Rudolf Mauersberger. Iniziò a studiare composizione e direzione musicale nel 1962. A partire dall'anno successivo scrisse le sue prime composizioni per orchestra. Già nel 1968 praticò la dodecafonia, unendola strettamente a influssi bachiani.
Nel 1975 sposò Elisabet, una donna polacca che gli diede due figli. 
Nel 1986 compose la sua opera maggiore, Rosa bianca, ispirata al noto movimento antinazista.
Dal 1990 al 2001 fu direttore d'orchestra all'Opera di Lipsia, finendo per mettere in secondo piano l'attività di compositore. 
Zimmermann è morto nel 2021 per una malattia neurodegenerativa rara.